# Baryphyma longitarsum
Baryphyma longitarsum är en spindelart som först beskrevs av James Henry Emerton 1882.  Baryphyma longitarsum ingår i släktet Baryphyma och familjen täckvävarspindlar. Inga underarter finns listade.